# مونتالجرو
مونتالجرو (به ایتالیایی: Montallegro) یک کومونه در ایتالیا است که در استان آگریجنتو واقع شده‌است. مونتالجرو ۲۷٫۳ کیلومترمربع مساحت و ۲٬۵۵۶ نفر جمعیت دارد و ۱۰۰ متر بالاتر از سطح دریا واقع شده.